# Floyd Brown
Floyd Brown (* 8. September 1957 in Montego Bay; † 21. Januar 2022) war ein jamaikanischer Sprinter.
Bei den Commonwealth Games 1978 in Edmonton gewann er Silber in der 4-mal-400-Meter-Staffel und in der 4-mal-100-Meter-Staffel. Über 200 m wurde er Fünfter.
1979 siegte er bei den Zentralamerika- und Karibikmeisterschaften über 200 m. Bei den Panamerikanischen Spielen in San Juan wurde er Fünfter über 200 m und holte mit der jamaikanischen 4-mal-400-Meter-Stafette Silber.

## Persönliche Bestzeiten
- 100 m: 10,34 s, 8. September 1979, Mexiko-Stadt
- 200 m: 20,83 s, 9. Juli 1979, San Juan
- 400 m: 45,87 s, 16. Mai 1981, Gainesville